# Angerona unicoloraria
Angerona unicoloraria là một loài bướm đêm trong họ Geometridae.